# Нейшлотский 87-й пехотный полк
87-й пехотный Нейшлотский полк — пехотная воинская часть Русской императорской армии.
Старшинство с 18.06.1863 года. Полковой праздник — 30 августа, День перенесения мощей Святого Благоверного князя Александра Невского.

## Нейшлотский полк первого формирования (1806—1835)
Дата формирования Нейшлотского мушкетёрского полка — 24 июля 1806 года. С 22 февраля 1811 года назывался пехотным, с 9 августа 1833 года — егерским.
Полк наименован по селению Нейшлот (г. Савонлинна), так как набор рекрутов осуществлял в ней.
Вместе с Выборгским полком входил в состав 1-й бригады 23-й пехотной дивизии и стоял в Финляндии, в укреплении Кюмени (ныне — часть города Котка) и окрестностях. По состоянию на 1816 год — в составе 6-го армейского корпуса генерала И. В. Сабанеева.
3 июля 1835 года полк был расформирован: по 4 роты назначено на сформирование Финляндских линейных батальонов № 1 и 2, одна рота пополнила Финляндский № 8 линейный батальон и три роты были расформированы. Впоследствии 2-й и 8-й Финляндские батальоны были переименованы в 1-й и 6-й соответственно.
Полк принимал участие в Отечественной войне 1812 г. и Заграничных походах 1813 и 1814 гг.
Эполеты для офицеров голубые с вышитым № 23 дивизии (1825 год).
С 1820 по 1826 год в полку унтер-офицером и прапорщиком служил выдающийся русский поэт Евгений Баратынский.

### Шефы
- 24.08.1806-22.06.1815 — полковник Балла, Александр Фёдорович

### Командиры полка
- 11.11.1809 — 06.04.1810 — подполковник Дмитриев
- 15.05.1811 — 10.01.1812 — полковник Полторацкий, Константин Маркович[5]
- 22.06.1815 — 17.04.1816 — полковник Балла, Александр Фёдорович
- 19.04.1816 — 01.05.1818 — полковник Пущин 2-й, Павел Сергеевич
- 10.05.1818 — 19.05.1829 — подполковник (с 30.08.1821 полковник) Лутковский, Георгий Алексеевич
- 28.10.1829 — 03.07.1835 — подполковник (с 13.07.1834 полковник) Мазилев, Николай Иванович

## 87-й пехотный Нейшлотский полк (1863—1918)
Заново полк был сформирован 18 июня 1863 г. из 1 и 6-го Финляндских линейных батальонов, с тремя стрелковыми ротами, под наименованием Нейшлотского пехотного полка; 25 марта 1864 г. к названию полка присоединён № 87. 7 апреля 1879 г. из 3 стрелковых рот и вновь образованной 16-й роты сформирован 4-й батальон.
Полковой праздник — 30 августа.

### Участие в Русско-японской войне
Первой военной кампанией, в которой новый Нейшлотский полк принял участие, была русско-японская война 1904—1905 гг., во время которой полк получил боевое крещение в боях на реке Шахэ, потеряв в них смертельно раненым своего командира полковника Руденко, 15 офицеров и 671 нижних чинов. С 9 октября 1904 г. по 11 февраля 1905 г. Нейшлотцы оставались бессменно на передовых позициях и несли тяжёлую сторожевую службу, а во время Мукденских боёв занимали Новгородскую сопку и, отбив наступление японцев, отступили в полном порядке к Телину. За геройские действия 4 октября 7-й роте пожалованы 6 января 1907 г, знаки на головные уборы с надписью «За взятие сопки с деревом 4 октября 1904 г.». Затем 5 октября 1912 г. Нейшлотский полк получил знаки отличия: нагрудные для офицеров и на головные уборы — для нижних чинов с надписью: «За отличие в войну с Японией в 1904—05 гг.».

### Первая мировая война
По мобилизации 1914 года Нейшлотский полк выделил часть офицеров, составившие кадр 267-го Духовщинского пехотного полка.
Из боевой практики полка в ноябре 1914-го:

при начавшейся атаке немцев на Феликсин оборонявшие этот участок 6 рот 87 пех. Нейшлотского полка, не оказав никакого сопротивления, воткнули винтовки штыками в землю и сдались. По этому поводу ходили разные толки; говорили, что по нашим окопам с вечера ходили какие-то подозрительные личности и агитировали за сдачу вообще; эти слухи ставили в связь с приходившим накануне парламентером, уверяя, что с ним явились какие-то люди, которые, пользуясь темнотой, разбрелись по позиции 24-й пех. дивизии и пр. Несомненно, что все это были плоды досужей фантазии; дело, объяснялось гораздо проще: «наши земляки» с большой охотой сдавались при удобном случае, а тут было много оснований к прекращению сопротивления — утомление, безнадежность дальнейшего сиденья в условиях окружения, весьма угнетавшего солдат, отсутствие смены, слабый надзор начальства, вследствие растянутых позиций и т. д.— Ф. Новицкий «Лодзинская операция в ноябре 1914 года. (Из личных воспоминаний участника)» Война и Революция 1930 № 6-7.
Участвовал в Нарочской операции 1916 г.
Во время «Наступления Керенского» летом 1917 года военнослужащие полка также проявили малодушие, не только отказываясь наступать сами, но и препятствовали в этом другим, арестовывая походные кухни частей боевой линии.

### Командиры полка
- 13.07.1863 — 30.08.1873 — полковник Блофиельд, Роберт Карлович
- 30.08.1873 — 15.09.1873 — полковник Краузе, Степан Адамович
- 15.09.1873 — 27.01.1883 — полковник Берг, Иван Александрович
- 27.01.1883 — 15.11.1884 — полковник (с 15.05.1883 генерал-майор) Бутенко, Семён Иванович
- 12.12.1884 — 08.11.1885 — полковник Дометти, Платон Александрович
- 11.12.1885 — 08.01.1893 — полковник Соколовский, Константин Андреевич
- 11.01.1893 — 27.08.1900 — полковник Елита фон Вольский, Константин Адольфович
- 05.12.1900 — 02.05.1904 — полковник Фриш, Матвей Николаевич
- 02.05.1904 — 27.10.1904 — полковник Руденко, Сергей Иванович
- 05.11.1904 — 04.12.1910 — полковник Торчаловский, Николай Гаврилович
- 04.12.1910 — 05.06.1915 — полковник Солерс, Дмитрий Иванович
- 10.06.1915 — 22.10.1916 — полковник Плющевский-Плющик, Григорий Александрович
- 22.10.1916 — 1917 — полковник Чулков, Василий Васильевич

### Знаки отличия
- Знаки отличия (нагрудные у офицеров, на головные уборы у нижних чинов) с надписью:

в 7-й роте: «За взятіе сопки съ деревомъ 4 Октября 1904 года». Высочайший приказ 6 января 1907 года;
в остальных ротах: «За отличіе въ войну съ Японіей въ 1904 и 1905 годахъ». Высочайший приказ 5 октября 1912 года.